# Saint-Aquilin-de-Corbion
Saint-Aquilin-de-Corbion est une commune française, située dans le département de l'Orne en région Normandie, peuplée de 54 habitants.

## Géographie
La commune est bordée :
- au nord par la rivière de l’Iton et à l'est par son affluent, la Neuille Souris,  appartenant au bassin de la Seine,
- au sud par la Sarthe et à l'ouest par son affluent le ruisseau de Quincampoix appartenant au bassin versant de la Loire.

La rivière Sarthe prend sa source à une altitude de 252 mètres, sur la commune limitrophe de Soligny-la-Trappe, au lieu-dit Somsarthe, où elle disparaît après quelques dizaines de mètres pour réapparaître en résurgence à Saint-Aquilin-de-Corbion, en aval de l'église, avant de rejoindre le département éponyme voisin après avoir traversé Alençon.
- Le point culminant de la commune se situe en son sud, à 281 mètres d'altitude, au Clos Guérot,
- Le point le plus bas, à l'extrême ouest de la commune, à 191 mètres d'altitude, sous le pont de la route départementale 32 (Moulins-la-Marche > Soligny-la-Trappe), au confluent du ruisseau de Quincampoix et de la Sarthe.

### Communes limitrophes
- La Ferrière-au-Doyen et Bonsmoulins au nord, Saint-Martin-des-Pézerits et Moulins-la-Marche à l'ouest, Soligny-la-Trappe au sud et à l'est.

### Hydrographie
La commune est traversée par la ligne de partage des eaux entre les bassins hydrographiques Seine-Normandie et Loire-Bretagne. Elle est drainée par la Sarthe, l'Iton, la Neuille Souris, le fossé 01 de la commune de Saint-Aquilin-de-Corbion et le ruisseau de Quincampoix,.
La Sarthe, d'une longueur de 314 km, prend sa source dans la commune de Soligny-la-Trappe, au hameau de Somsarthe, c'est-à-dire "sommet de la Sarthe", à une altitude de 250 mètres. Sur une grande partie de son cours, elle marque alors la limite entre les départements de l'Orne et de la Sarthe et conflue avec la Mayenne à Angers à une altitude de 15 mètres, pour former la Maine. 
L'Iton, d'une longueur de 132 km, prend sa source dans la commune de Mahéru et se jette  dans l'Eure à Acquigny, après avoir traversé 39 communes. 

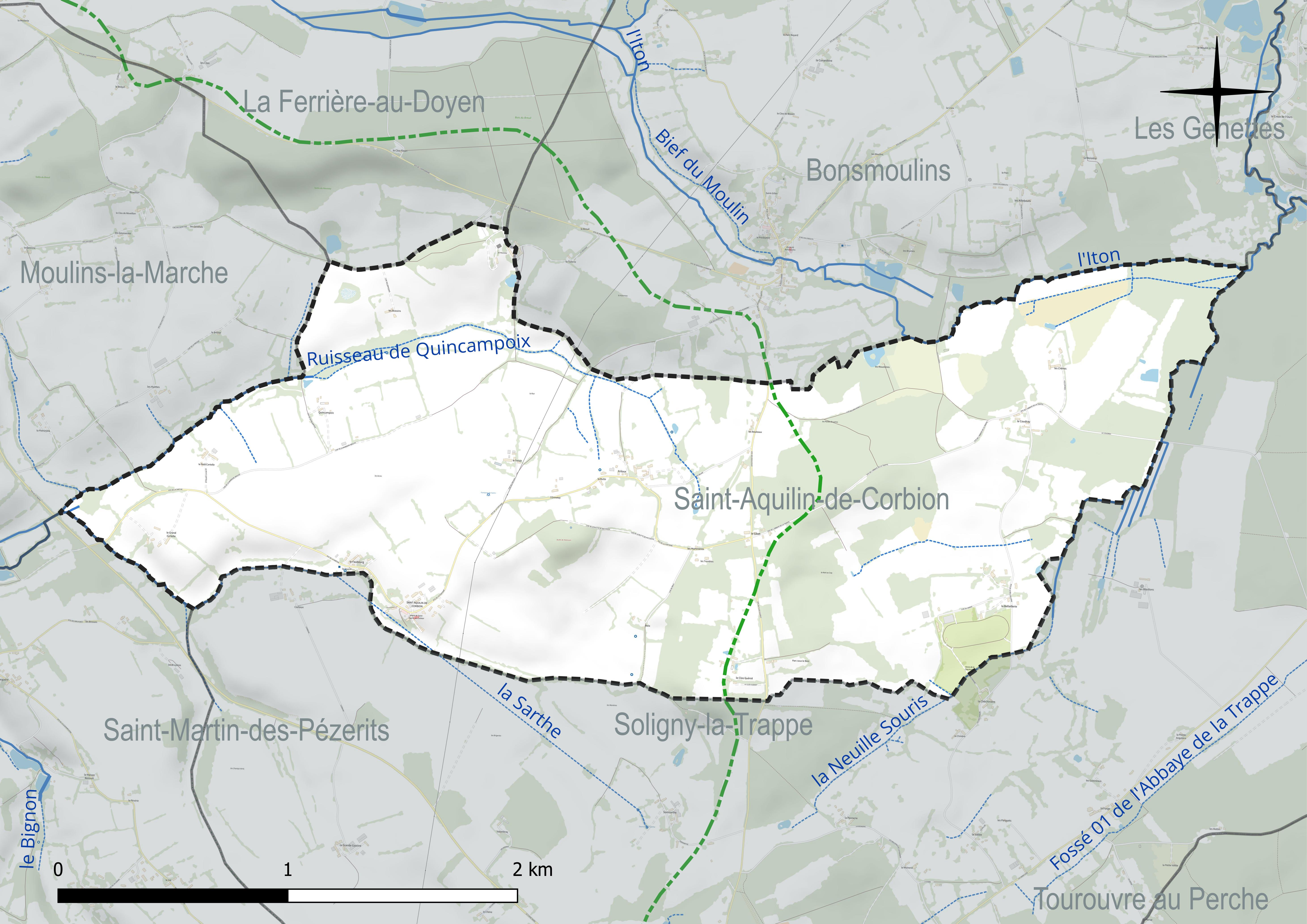
Réseau hydrographique de Saint-Aquilin-de-Corbion.

### Climat
Pour des articles plus généraux, voir Climat de la Normandie et Climat de l'Orne.
En 2010, le climat de la commune est de type climat océanique dégradé des plaines du Centre et du Nord, selon une étude du CNRS s'appuyant sur une série de données couvrant la période 1971-2000. En 2020, Météo-France publie une typologie des climats de la France métropolitaine dans laquelle la commune est exposée à un climat océanique altéré et est dans la région climatique Normandie (Cotentin, Orne), caractérisée par une pluviométrie relativement élevée (850 mm/a) et un été frais (15,5 °C) et venté. Parallèlement le GIEC normand, un groupe régional d’experts sur le climat, différencie quant à lui, dans une étude de 2020, trois grands types de climats pour la région Normandie, nuancés à une échelle plus fine par les facteurs géographiques locaux. La commune est, selon ce zonage, exposée à un « climat contrasté des collines », correspondant au Pays d'Ouche et au Perche et bénéficiant d’un caractère continental affirmé avec des précipitations atténuées et des amplitudes thermiques fortes.
Pour la période 1971-2000, la température annuelle moyenne est de 9,6 °C, avec une amplitude thermique annuelle de 14 °C. Le cumul annuel moyen de précipitations est de 823 mm, avec 12,5 jours de précipitations en janvier et 8,1 jours en juillet. Pour la période 1991-2020, la température moyenne annuelle observée sur la station météorologique la plus proche, située sur la commune de Saint-Hilaire-le-Châtel à 8 km à vol d'oiseau, est de 0,0 °C et le cumul annuel moyen de précipitations est de 0,0 mm,. Pour l'avenir, les paramètres climatiques de la commune estimés pour 2050 selon différents scénarios d’émission de gaz à effet de serre sont consultables sur un site dédié publié par Météo-France en novembre 2022.

## Urbanisme

### Typologie
Au 1er janvier 2024, Saint-Aquilin-de-Corbion est catégorisée commune rurale à habitat très dispersé, selon la nouvelle grille communale de densité à sept niveaux définie par l'Insee en 2022.
Elle est située hors unité urbaine et hors attraction des villes,.

### Occupation des sols
L'occupation des sols de la commune, telle qu'elle ressort de la base de données européenne d’occupation biophysique des sols Corine Land Cover (CLC), est marquée par l'importance des territoires agricoles (83,5 % en 2018), en augmentation par rapport à 1990 (82,4 %). La répartition détaillée en 2018 est la suivante : 
prairies (52,5 %), terres arables (31 %), forêts (16,5 %). L'évolution de l’occupation des sols de la commune et de ses infrastructures peut être observée sur les différentes représentations cartographiques du territoire : la carte de Cassini (XVIIIe siècle), la carte d'état-major (1820-1866) et les cartes ou photos aériennes de l'IGN pour la période actuelle (1950 à aujourd'hui).

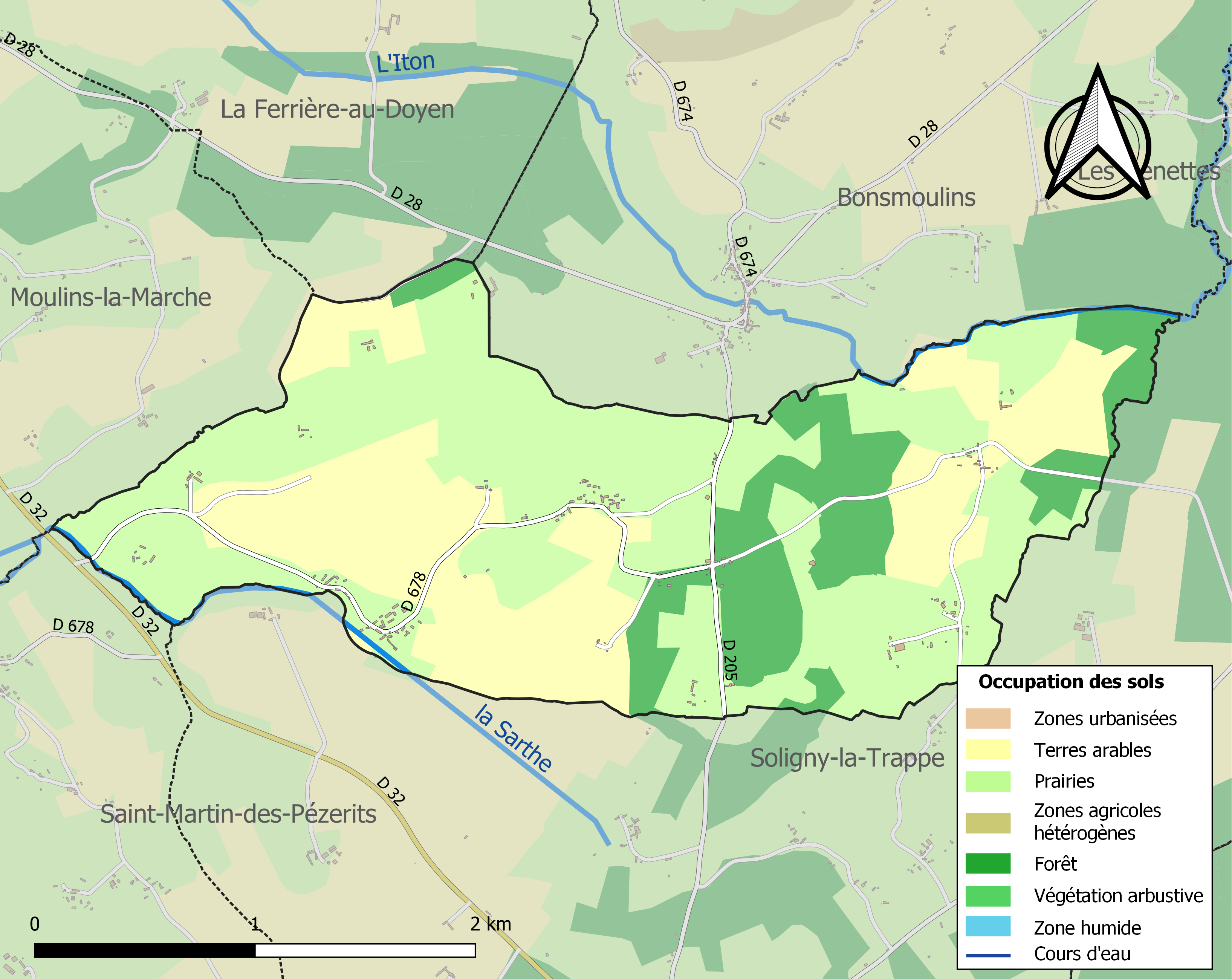
Carte des infrastructures et de l'occupation des sols de la commune en 2018 (CLC).

## Toponymie
L'hagiotoponyme de la localité est attesté sous les formes Saint Aquileium en 1220, Acquilain en 1793, Saint-Aquilain en 1801.
Saint Aquilin était originaire de Bayeux et avait servi dans l’armée de Clovis II. Il se fixa à Évreux où il fut évêque et mourut en 690.
Corbion, la racine du mot est le latin corvus (corbeau), corbiau est une forme ancienne encore utilisée dans les parlers de l'Ouest de la France. Le toponyme peut être un lieu où il y a beaucoup de corbeaux, le surnom d'un braillard, ou en référence à la couleur des plumes du corbeau.
 Le Corbion est, aussi, un mode d’arpentage employé dans les vieux textes latins. Il désignait un amas de pierres formé et pris pour limiter un territoire. Ce tas de pierres, servant de  borne, était appelé aussi « scorofio » dans le patois des paysans.
 Une autre hypothèse est cependant envisageable, la forme contractée de corbillon (petite corbeille), surnom métonymique donné à un fabricant de corbeilles.

## Politique et administration
| Période                                  | Période       | Identité        | Étiquette | Qualité                     |
| ---------------------------------------- | ------------- | --------------- | --------- | --------------------------- |
| 1985                                     | mars 2008     | Michel Gobey    | SE        |                             |
| mars 2008                                | mars 2014     | Benoît Debon    | SE        | Consultant en communication |
| mars 2014                                | décembre 2018 | Éric Verhalle   | SE        | Exploitant agricole         |
| avril 2019                               | En cours      | Patrick Poisson | SE        | Retraité                    |
| Les données manquantes sont à compléter. |               |                 |           |                             |

## Démographie
L'évolution du nombre d'habitants est connue à travers les recensements de la population effectués dans la commune depuis 1793. Pour les communes de moins de 10 000 habitants, une enquête de recensement portant sur toute la population est réalisée tous les cinq ans, les populations de référence des années intermédiaires étant quant à elles estimées par interpolation ou extrapolation. Pour la commune, le premier recensement exhaustif entrant dans le cadre du nouveau dispositif a été réalisé en 2004.
En 2022, la commune comptait 54 habitants, en évolution de −25 % par rapport à 2016 (Orne : −3,21 %, France hors Mayotte : +2,11 %).
| 1793 | 1800 | 1806 | 1821 | 1836 | 1841 | 1846 | 1851 | 1856 |
| ---- | ---- | ---- | ---- | ---- | ---- | ---- | ---- | ---- |
| 330  | 329  | 294  | 304  | 334  | 307  | 286  | 280  | 291  |

| 1861 | 1866 | 1872 | 1876 | 1881 | 1886 | 1891 | 1896 | 1901 |
| ---- | ---- | ---- | ---- | ---- | ---- | ---- | ---- | ---- |
| 288  | 287  | 273  | 277  | 233  | 225  | 211  | 231  | 190  |

| 1906 | 1911 | 1921 | 1926 | 1931 | 1936 | 1946 | 1954 | 1962 |
| ---- | ---- | ---- | ---- | ---- | ---- | ---- | ---- | ---- |
| 186  | 205  | 173  | 156  | 167  | 128  | 145  | 148  | 181  |

| 1968 | 1975 | 1982 | 1990 | 1999 | 2004 | 2006 | 2009 | 2014 |
| ---- | ---- | ---- | ---- | ---- | ---- | ---- | ---- | ---- |
| 130  | 118  | 95   | 88   | 58   | 73   | 79   | 65   | 70   |

| 2019 | 2022 | - | - | - | - | - | - | - |
| ---- | ---- | - | - | - | - | - | - | - |
| 58   | 54   | - | - | - | - | - | - | - |

## Lieux et monuments
- L'église possède des fenêtres romanes murées. Statue de saint Aquilin du XVIe siècle, chaire avec escalier à balustres du XVIIe siècle.

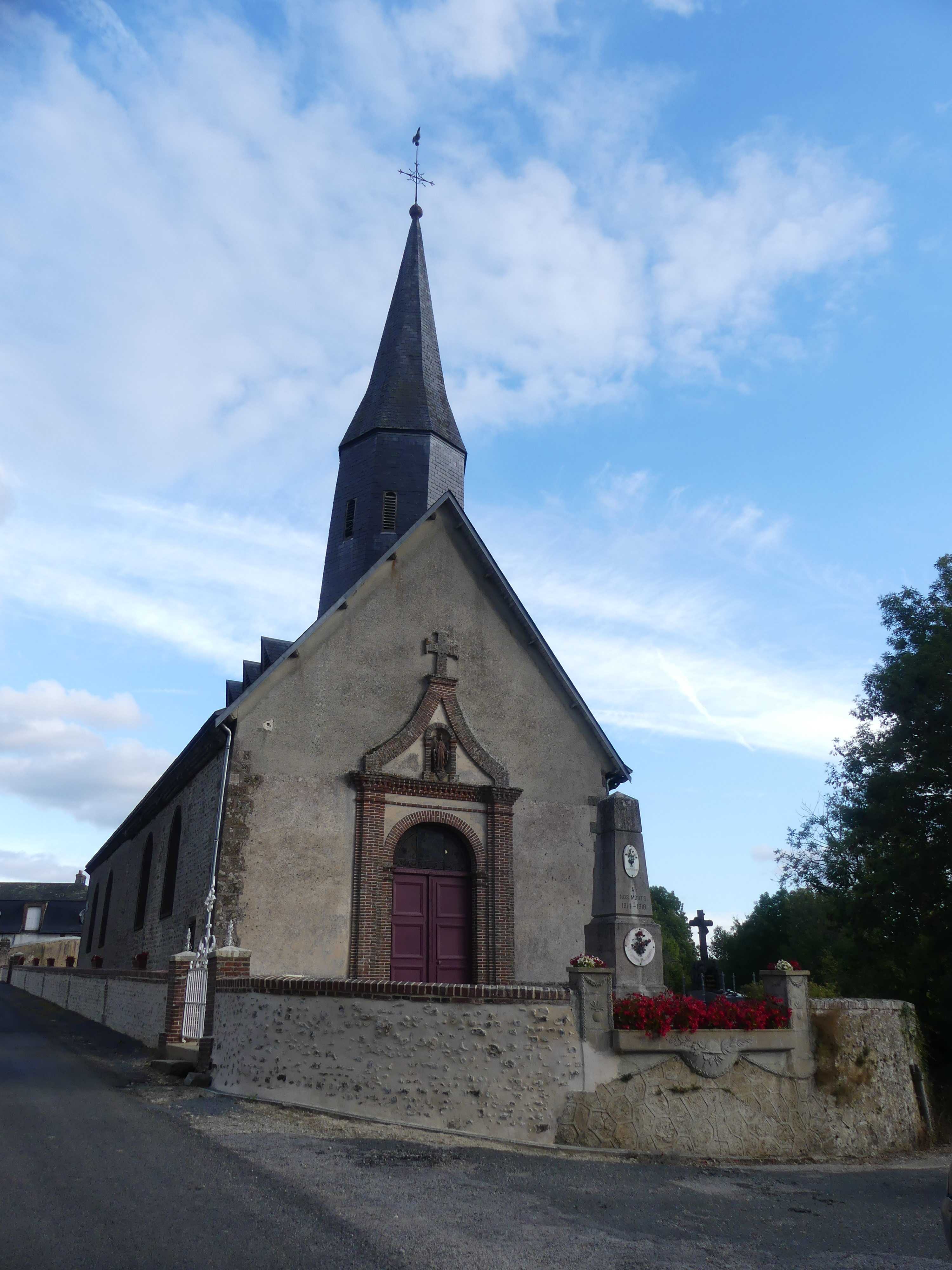
Église d'origine romane.

## Personnalités liées à la commune
- André-Cyprien Brard, curé de Saint-Aquilin, fut condamné par le Tribunal révolutionnaire d'Alençon.